# Edocla
Edocla is een geslacht van wantsen uit de familie van de Reduviidae (Roofwantsen). Het geslacht werd voor het eerst wetenschappelijk beschreven door Carl Stål in 1859.

## Soorten
Het genus bevat de volgende soorten:

- Edocla afra Miller, 1956
- Edocla albipennis Horváth, 1892
- Edocla aspera Miller, 1956
- Edocla bisbisignata (Stål, 1859)
- Edocla bredoi Villiers, 1973
- Edocla brincki Miller, 1956
- Edocla chinai Villiers, 1952
- Edocla heberii Murugan & Livingstone, 1990
- Edocla inermiceps Miller, 1956
- Edocla insularis Horváth, 1914
- Edocla limbata Horváth, 1914
- Edocla maculatus Murugan & Livingstone, 1990
- Edocla obockiana Jeannel, 1914
- Edocla pauper Breddin, 1908
- Edocla praecox Bergroth, 1912
- Edocla punctatum Murugan & Livingstone, 1990
- Edocla quadrimaculata Reuter, 1881
- Edocla schultzei Schumacher, 1913
- Edocla selecta Horváth, 1914
- Edocla sindica Bergroth, 1908
- Edocla slateri Distant, 1903
- Edocla vicina Miller, 1950
- Edocla vittata Stål, 1874
- Edocla vittipennis (Stål, 1859)
- Edocla wygodzinskyi Villiers, 1954